# Cyrtodactylus darmandvillei
Cyrtodactylus darmandvillei es una especie de gecos de la familia Gekkonidae.

## Distribución geográfica
Es endémica de la isla de Flores (Indonesia); quizá en otras islas cercanas, aunque puede tratarse de especies distintas.